# آلیس میلیا
آلیس ژوزفین ماری میلیا با نام اصلی میلیون (۵ مه ۱۸۸۴ – ۱۹ مه ۱۹۵۷) پیشگام ورزش زنان بود. تلاش‌های او در حمایت از ورزشکاران زن باعث شد که رویدادهای بیشتری برای زنان در المپیک سریع‌تر پذیرفته شود.
میلیا که عضو باشگاه Fémina Sport بود (باشگاهی که در سال ۱۹۱۱ تأسیس شد)، در سال ۱۹۱۷ به تشکیل فدراسیون ورزشی زنان فرانسه کمک کرد و خزانه‌دار آن شد؛ سپس در مارس ۱۹۱۹، به عنوان رئیس آن انتخاب شد. در سال ۱۹۲۱، او به سازماندهی بازی‌های جهانی زنان ۱۹۲۱ کمک کرد و پس از آن بازی‌های جهانی زنان را بنیان گذاشت، که در چهار دوره از ۱۹۲۲ تا ۱۹۳۴ برگزار شد. او همچنین یک تیم فوتبال زنان فرانسه را در سال ۱۹۲۰ برای یک تور در بریتانیا سرپرستی کرد. در ۸ مارس ۲۰۲۱، تندیسی یادبود از میلیا در ساختمان کمیته ملی المپیک و ورزش‌های فرانسه در پاریس رونمایی شد.

## اوایل زندگی
آلیس ژوزفین ماری میلیون در ۵ مه ۱۸۸۴ در نانت و به عنوان فرزند اول از پنج فرزند به دنیا آمد. والدینش خواربارفروش بودند. مادرش بعداً به عنوان خیاط کار می‌کرد و پدرش کارمند اداره بود. در سال ۱۹۰۴، میلیا به انگلستان رفت و با ژوزف میلیا، که او نیز اهل نانت بود، ازدواج کرد. آن‌ها فرزندی نداشتند و همسرش در سال ۱۹۰۸ درگذشت. میلیا در دوران اقامت در انگلستان، به روئینگ (ورزش) روی آورد.< پس از مرگ همسرش، به سفرهای زیادی رفت و با یادگیری زبان‌های مختلف توانست در آغاز جنگ جهانی اول به عنوان مترجم در فرانسه مشغول به کار شود. او همچنین در شنا و هاکی روی چمن نیز فعالیت داشت.

## تشکیل فدراسیون ورزشی زنان بین‌المللی
پیر دو کوبرتن به‌عنوان احیاگر بازی‌های المپیک و بنیان‌گذار کمیته بین‌المللی المپیک در سال ۱۸۹۴ شناخته می‌شود. در المپیک ۱۹۰۰ برای اولین بار به زنان اجازه شرکت داده شد، اما فقط در گلف و تنیس. به‌تدریج زنان توانستند در رشته‌هایی مانند شنا حضور یابند، اما رویدادهای دو و میدانی برای زنان همچنان در المپیک وجود نداشت. میلیا که عضو باشگاه Fémina Sport بود، در سال ۱۹۱۷ به تشکیل فدراسیون ورزشی زنان فرانسه کمک کرد و در مارس ۱۹۱۹ رئیس آن شد.
در سال ۱۹۱۹، میلیا از اتحادیه بین‌المللی فدراسیون‌های دو و میدانی (IAAF) درخواست کرد که مسابقات دو و میدانی زنان را در المپیک تابستانی ۱۹۲۴ بگنجاند، اما با مخالفت مواجه شد. او سپس به سازماندهی المپیاد زنان ۱۹۲۱ در مونت‌کارلو پرداخت؛ رویدادی که به‌عنوان پاسخی به مخالفت با حضور زنان در المپیک تلقی می‌شود. تاریخ‌دان ورزشی، فلورانس کارپنتیه، در سال ۲۰۱۸ نوشت که میلیا در رویداد ۱۹۲۱ شرکت نکرد و بر این باور است که میلیا برای تضمین کنترل فمینیستی بر رقابت‌های ورزشی بین‌المللی زنان، فدراسیون ورزشی زنان بین‌المللی (FSFI) را تأسیس کرد و بازی‌های جهانی زنان ۱۹۲۲ را راه‌اندازی نمود که در تقابل با المپیاد زنان ۱۹۲۲ بود. اسناد بایگانی فدراسیون دو و میدانی فرانسه نشان می‌دهد که مارسل دلابر، معاون رئیس فدراسیون و رئیس کمیته برگزارکننده المپیاد زنان ۱۹۲۱، هدف از آن رویداد را کنترل دو و میدانی زنان توسط فدراسیون می‌دانست. المپیاد زنان ۱۹۲۱ در زمینی که قبلاً برای تیراندازی به کبوتر استفاده می‌شد برگزار شد و پیست دویدن نداشت. در سال ۱۹۲۲، حدود ۳۰۰ ورزشکار از هفت کشور در مسابقات شرکت کردند. نسخه‌های بعدی المپیاد زنان در ۱۹۲۳ و ۱۹۲۴ برگزار شد.
در همین حال، میلیا در سال ۱۹۱۷ یک تورنمنت موفق فوتبال زنان را برگزار کرد، و در سال ۱۹۲۰ تیمی از زنان پاریسی را گرد آورد که به بریتانیا سفر کردند و به نمایندگی از فرانسه در نخستین تورنمنت بین‌المللی فوتبال زنان اروپا مقابل باشگاه فوتبال زنان دیک کر به میدان رفتند. از اوایل دهه ۱۹۲۰، او برای مجلاتی از جمله Le Soldat de Demain و لکیپ مقاله می‌نوشت و به ترویج فوتبال زنان می‌پرداخت.